# Brinton Nunatak
Brinton Nunatak är en nunatak i Antarktis. Den ligger i Västantarktis. Inget land gör anspråk på området. Toppen på Brinton Nunatak är 1 413 meter över havet.
Terrängen runt Brinton Nunatak är kuperad åt nordost, men åt sydväst är den platt. Trakten är obefolkad. Det finns inga samhällen i närheten.